# Nampcel
Nampcel település Franciaországban, Oise megyében. Lakosainak száma 297 fő (2022. január 1.). Nampcel Audignicourt, Blérancourt, Camelin, Autrêches, Caisnes, Carlepont, Cuts és Moulin-sous-Touvent községekkel határos.

## Népesség
A település népességének változása:
| Lakosok száma | 285  | 306  | 320  | 317  | 317  | 317  | 310  | 304  | 297  |
|               | 2013 | 2015 | 2016 | 2017 | 2018 | 2019 | 2020 | 2021 | 2022 |